# Stryjno (gromada)
Stryjno – dawna gromada, czyli najmniejsza jednostka podziału terytorialnego Polskiej Rzeczypospolitej Ludowej w latach 1954–1972.
Gromady, z gromadzkimi radami narodowymi (GRN) jako organami władzy najniższego stopnia na wsi, funkcjonowały od reformy reorganizującej administrację wiejską przeprowadzonej jesienią 1954 do momentu ich zniesienia z dniem 1 stycznia 1973, tym samym wypierając organizację gminną w latach 1954–1972.
Gromadę Stryjno z siedzibą GRN w Stryjnie (I) utworzono – jako jedną z 8759 gromad na obszarze Polski – w powiecie krasnostawskim w woj. lubelskim na mocy uchwały nr 9 WRN w Lublinie z dnia 5 października 1954. W skład jednostki weszły obszary dotychczasowych gromad Stryjno I wieś, Stryjno II wieś, Stryjno kol., Wola Gardzienicka, Wygnanowice i Chojny ze zniesionej gminy Rybczewice w tymże powiecie. Dla gromady ustalono 23 członków gromadzkiej rady narodowej.
Gromada przetrwała do końca 1972 roku, czyli do kolejnej reformy gminnej.